# Kastus Kireenka
Kastus Kireenka (în belarusă Кастусь Кірэенка, în rusă Кастусь Киреенко, nume și prenume real Константин Тихонович Киреенко; n. 12 decembrie 1918, Hajšyn⁠(d), Q39343918⁠(d), Western Oblast⁠(d), RSFS Rusă – d. 15 septembrie 1988, Minsk, RSS Bielorusă, URSS) a fost un poet, prozator, publicist și traducător bielorus sovietic. A desfășurat și o activitate politică și a primit titlul de Om Emerit în Artă al RSS Bieloruse (1970). 

## Biografie

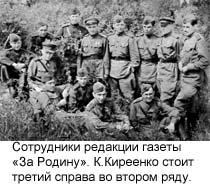

S-a născut pe 12 decembrie 1918 în satul Haișîn (acum selsovietul Kabinogorski (raionul Slavgorod, regiunea Moghilău, Belarus). În 1940 a absolvit Facultatea de Literatură a Institutului Pedagogic din Gomel, dar a lucrat ca profesor de școală doar câteva luni până când a fost mobilizat în Armata Roșie. În timpul celui de-al Doilea Război Mondial a fost mitralior tanchist, apoi a lucrat pe post de corespondent de război al ziarul За Родину. Kastus Kireenka a fost corespondentul militar al ziarului pe Frontul 2 Bielorus și pe Frontul de Vest.
În 1943 a devenit membru al Uniunii Scriitorilor din URSS. Aderă la Partidul Comunist al Uniunii Sovietice în 1945.
Demobilizat în anul 1945, a lucrat la ziarul Беларусь (1945-1962), apoi a fost redactor-șef la ziarele Бярозка (1962-1972) și Полымя (1972-1986).
În perioada 1980-1984 a fost deputat în Sovietul Suprem al RSS Bieloruse.
A murit la 15 septembrie 1988. A fost înmormântat în Cimitirul de Est din Minsk.

## Activitatea literară
Debutul lui Kireenka a avut loc în anul 1939. În perioada războiului și-a continuat preocupările literare.
A fost autorul a zeci de volume de poezii și povestiri printre care:
- «Утро идёт» (1945),
- «После грозы» (1947),
- «Моя республика» (1949, republicare în rusă 1952),
- «Маяки» (1952),
- «Любовь и дружба» (1955),
- «Родное слово» (1956),
- «Светлая волна» (1959),
- «Живые идут вперёд» (1964),
- «Тёплая радуга» (1966, republicare în rusă 1970),
- «Колыбель ветров» (1985),
- «Надежда» (Стихи и поэмы) (1985),
- «Разговор с капитанами» (1987),
- Собрание сочинений (2 vol., 1986—1988),
- «Ручьи ищут реку» (colecție de povestiri, 1969)

Pe versurile lui K. Kireenka au scris cântece V. V. Оlovnikov, Iuri D. Belzațki, N. Аladov, Iuri Semeniako și alți compozitori.
A scris mai multe cărți de poezii și proză pentru copii (volumele Зеленое эхо, Весна-красна, Счастье странствий (poeme pescărești) (1977), Сум і радасць дзеда Рэпкі (1967), Ручаіны шукаюць ракі (1967), Алесева кніжка (1972)  etc.
A publicat două cărți de non-ficțiune: Амерыка здалёку і зблізку (1971) și Заўсёды з Радзімай (amintiri, eseuri, eseuri, 1980).
A tradus din limba rusă în limba bielorusă scrieri ale lui Vladimir Maiakovski, Mihail Isakovski, Iaroslav Smeliakov, Aleksandr Prokofiev, Rainis, și din limba ucraineană în limba bielorusă — scrieri ale lui Maksim Rîlski, Vladimir Sosiura, Masenko Teren, Mikola Bajan, Stepan Oleinîk, Pavlo Ticîna, Mikola Naghibeda etc.

## Premii și distincții
- Ordinul Steaua Roșie (10 iulie 1944)
- două Insigne de Onoare
- ordinul Marele Război pentru Apărarea Patriei clasa a II-a (6 aprilie 1985)
- Ordinul Steagul Roșu al Muncii
- medalia Meritul Militar (8 august 1943)
- Om Emerit în Artă al RSS Bieloruse (1970)
- Premiul pentru literatură Yanka Kupala al RSS Bieloruse (1964)
- Premiul de stat Yanka Kupala al RSS Bieloruse (1972) pentru Книгу ста песен

## Traduceri
- Ion Druță, Povara bunătății noastre (Цяжар нашай дабрынi, Minsk, 1977)